# قرار مجلس الأمن التابع للأمم المتحدة رقم 218
قرار مجلس الأمن التابع للأمم المتحدة رقم 218، الذي اعتمد في 23 نوفمبر 1965، بعد أن ذكر القرارات السابقة بشأن هذا الموضوع، و فشل البرتغال في تنفيذها، وطالب المجلس مرة أخرى أن تسحب البرتغال وجودها العسكري من مستعمراتها والدخول في مفاوضات مع الأحزاب السياسية هناك فيما يتعلق بالاستقلال.
وأكد المجلس أيضا أن الوضع الناشئ عن الصراع للاحتفاظ بالمستعمرات أزعج بشكل خطير السلام والأمن الدوليين، وطلب من جميع الدول الامتناع عن إمداد البرتغال بأي أسلحة أو مواد حربية تمكنها من الاستمرار في قمع شعوب الأراضي الخاضعة لإدارتها.
مرر القرار بأغلبية سبعة أصوات، بينما امتنعت فرنسا وهولندا والمملكة المتحدة والولايات المتحدة.